# Szewa (województwo kujawsko-pomorskie)
Szewa – wieś w Polsce położona w województwie kujawsko-pomorskim, w powiecie golubsko-dobrzyńskim, w gminie Kowalewo Pomorskie.

## Podział administracyjny
W latach 1975–1998 miejscowość administracyjnie należała do województwa toruńskiego.

## Demografia
Według Narodowego Spisu Powszechnego (III 2011 r.) wieś liczyła 168 mieszkańców. Jest dwudziestą co do wielkości miejscowością gminy Kowalewo Pomorskie.